# Cummingtonite
La cummingtonite est une amphibole métamorphique de composition chimique (Mg,Fe)7Si8O22(OH)2.
Le nom « cummingtonite » est aussi utilisé comme synonyme de la rhodonite, mais il s'agit dans ce cas d'une espèce minérale différente.